# Semaeopus mitranaria
Semaeopus mitranaria là một loài bướm đêm trong họ Geometridae.